# Pelileo (canton)
Pelileo est un canton d'Équateur situé dans la province de Tungurahua.